# جيب التمام الزائدي
جيب التمام الزائدي (بالإنجليزية: Hyperbolic Cosine)‏ في الرياضيات هي دوال زائدية لها خصائصها ومميزاتها الرياضية.

## تعريف
يُرمز لدالة جيب التمام الزائدي بالرمز cosh (أو ch) أما قيمتها فهي:
{\displaystyle {\begin{matrix}\cosh :&\mathbb {C} &\to &\mathbb {C} \\&z&\mapsto &\displaystyle {\frac {\operatorname {e} ^{z}+\operatorname {e} ^{-z}}{2}}\end{matrix}}}
بحيث أن {\displaystyle z\mapsto \operatorname {e} ^{z}} هو الأس المركب.
إذن فدالة جيب التمام الزائدي هي الجزء الزوجي من العدد المركب الأسي، بل هي تطبيق أو دالة حقيقية لمتغير حقيقي.
دالة جيب التمام الزائدي مُعرفة على المجال ℝ، أي أن منحاها يقتصر على هذا المجال فقط، وهي مماثلة لدالة جيب التمام في الهندسة الزائدية (من هنا جاء تسميتها بدالة جيب التمام الزائدي).
رمز دالة جيب التمام الزائدي Ch. ×  تم استعمالها لأول مرة من طرف عالم الرياضيات الإيطالي فينتشنزو ريكاتي (بالإيطالية: Vincenzo Riccati)‏ وذلك في القرن الثامن عشر.

## خصائص

### الخصائص العامة
- cosh هي دالة مستمرة كما أنها دالة تامة الشكل مما يعني أنها من فئة C∞ (يعني أنها دالة قابلة للاشتقاق إلى ما لا نهاية)، أما مُشْتَقة الدالة فهي sinh (العكس صحيح).
- cosh هي دالة زوجية.
- المشتق العكسي لدالة cosh هو sinh + Cحيث أن C عدد ثابت.
- cosh دالة تزايدية قطعا على المجال ℝ+

### الخصائص المثلثية
انطلاقا من تعريف دالة جيب التمام الزائدي وكذلك دالة جيب الزائدي يُمكن استنتاج المتساويات التالية، وهي صالحة لكل الأعداد الحقيقية والمركبة كما أنها مناسبة لصيغة أويلر المُستعملة في المثلثات الدائرية:
{\displaystyle \operatorname {e} ^{z}=\cosh z+\sinh z} و {\displaystyle \operatorname {e} ^{-z}=\cosh z-\sinh z}
إذن:
{\displaystyle \quad \cosh ^{2}z-\sinh ^{2}z=1}
عندما تقترب t من R، فإن النقطة ذات الإحداثيات (cost ،sint) تقطع دائرة كاملة ذات المعادلة {\displaystyle x^{2}+y^{2}=1}، مما يعني أن النقطة ذات الاحداثيات (cosht ،sinht) تَمر عبر القطع الزائد الذي يحمل المعادلة {\displaystyle x^{2}-y^{2}=1}.
من ناحية أخرى، ومن أجل كل الأعداد المركبة x وy فإن:
{\displaystyle \cosh(\mathrm {i} x)={\frac {\operatorname {e} ^{\mathrm {i} x}+\operatorname {e} ^{-\mathrm {i} x}}{2}}=\cos x} ;
{\displaystyle \cosh x=\cos(\mathrm {i} x)} ;
{\displaystyle \cosh(x+y)=\cosh x\cosh y+\sinh x\sinh y} ;
{\displaystyle \cosh ^{2}\left({\frac {x}{2}}\right)={\frac {1+\cosh x}{2}}}.
استعمال الصيغ المثلثية على غرار {\displaystyle \sin(2t)={\frac {2\tan t}{1+\tan ^{2}t}}} يُمَكِّنُ أيضا من الحصول على علاقات أكثر تفرعا من تلك، وذلك من قبيل:
{\displaystyle \cosh x={\frac {1}{\sin(2\arctan(\operatorname {e} ^{x}))}}} ;

### دالة الجيب الزائدي في سلسلة تايلور
دالة الجيب الزائدي Cosh في سلسلة تايلور تُكتب على الشكل التالي:
{\displaystyle \cosh z=1+{\frac {z^{2}}{2!}}+{\frac {z^{4}}{4!}}+{\frac {z^{6}}{6!}}+\cdots =\sum _{n=0}^{\infty }{\frac {z^{2n}}{(2n)!}}}.

### دالة الجيب الزائدي في متعددة حدود تشيبيشيف
إذا كانت {\displaystyle } متعدد حدود شيبيشيف، فإن هذه الحدودية تمتد إلى مجموعة من الأعداد العقدية (العلاقة صحيحة كيف ما كان t عدد حقيقي) {\displaystyle T_{n}(\cos t)=\cos(nt)}
وبالتالي تُصبح العلاقة لكل عدد معقد _مركب_ z على الشكل التالي:
{\displaystyle T_{n}(\cosh z)=\cosh(nz)}.

## القيم
هذه بعض قيم دالة جيب التمام الزائدي {\displaystyle \cosh }:
- {\displaystyle \cosh 0=1} ;
- {\displaystyle \cosh 1={\frac {\operatorname {e} ^{2}+1}{2\mathrm {e} }}} ;
- {\displaystyle \cosh \mathrm {i} =\cos 1}.

## الأصفار
كل أصفار دالة cosh هي مجرد أعداد تخيلية. بشكل أكثر دقة، فإن لكل عدد معقد {\displaystyle z}:
{\displaystyle \cosh z=0\Leftrightarrow z\in \mathrm {i} \pi \left(\mathbb {Z} +{\frac {1}{2}}\right).}
في الواقع، وباعتبار أن {\displaystyle z=x+\mathrm {i} y} مع {\displaystyle x,y} عددان حقيقيان، فإن {\displaystyle \cosh z=\cosh x\cos y+\mathrm {i} \sinh x\sin y} وهذا يعني:
{\displaystyle \cosh z=0\Leftrightarrow \left(\cos y=0{\text{ et }}\sinh x=0\right)\Leftrightarrow \left(y\in \{\pi /2+k\pi \mid k\in \mathbb {Z} \}{\text{ et }}x=0\right)}.

## الدالة العكسية

رسم بياني لمنحنى الدالة العكسية لجيب تمام الزائدي على المجال [1، +∞[.

في المجال [0, +∞[، فإن cosh هي دالة متصلة وتزايدية قطعا؛ أما قيمتها في 0 فهي 1، ونهايتها في +∞ هي +∞، مما يعني أنها مقابلة للمجال [0, +∞[ في [1, +∞[. أما دالتها العكسية فيُرمز لها بـ arcosh (أو argch)، وتُسمى «الدالة العكسية لدالة جيب التمام الزائدي» أو «قوس جيب التمام الزائدي».
{\displaystyle \operatorname {arcosh} z=\ln \left(z+{\sqrt {z+1}}{\sqrt {z-1}}\right).}
من أجل x∈ [1، +∞[ هناك عددان حقيقيان في cosh وهما:
{\displaystyle \operatorname {arcosh} x=\ln \left(x+{\sqrt {x^{2}-1}}\right)\quad {\text{و}}\quad -\operatorname {arcosh} x=\ln \left(x-{\sqrt {x^{2}-1}}\right).}
في الواقع، إذا افترضنا t = arcosh(x) ثم استعملنا العلاقة التالية cosh(t) – sinh(t) = 1 مع
t> 0 نحصل على:
{\displaystyle \operatorname {e} ^{t}=\cosh t+\sinh t=x+{\sqrt {x^{2}-1}}\quad {\text{et}}\quad \operatorname {e} ^{-t}=\cosh t-\sinh t=x-{\sqrt {x^{2}-1}}.}
الدالة arcosh مشتقة على المجال ]1, +∞[ بحيث:
{\displaystyle \forall x\in ]1,+\infty [\quad \operatorname {arcosh} 'x={\dfrac {1}{\sqrt {x^{2}-1}}}.}

## استخدام

### الفيزياء
الرسم البياني للدالة cosh في المجال ℝ يُمكن أن يصف سلسلة، أو بالأحرى كابل ثابت (معلق) في طرفين ويخضع لقانون الجاذبية.

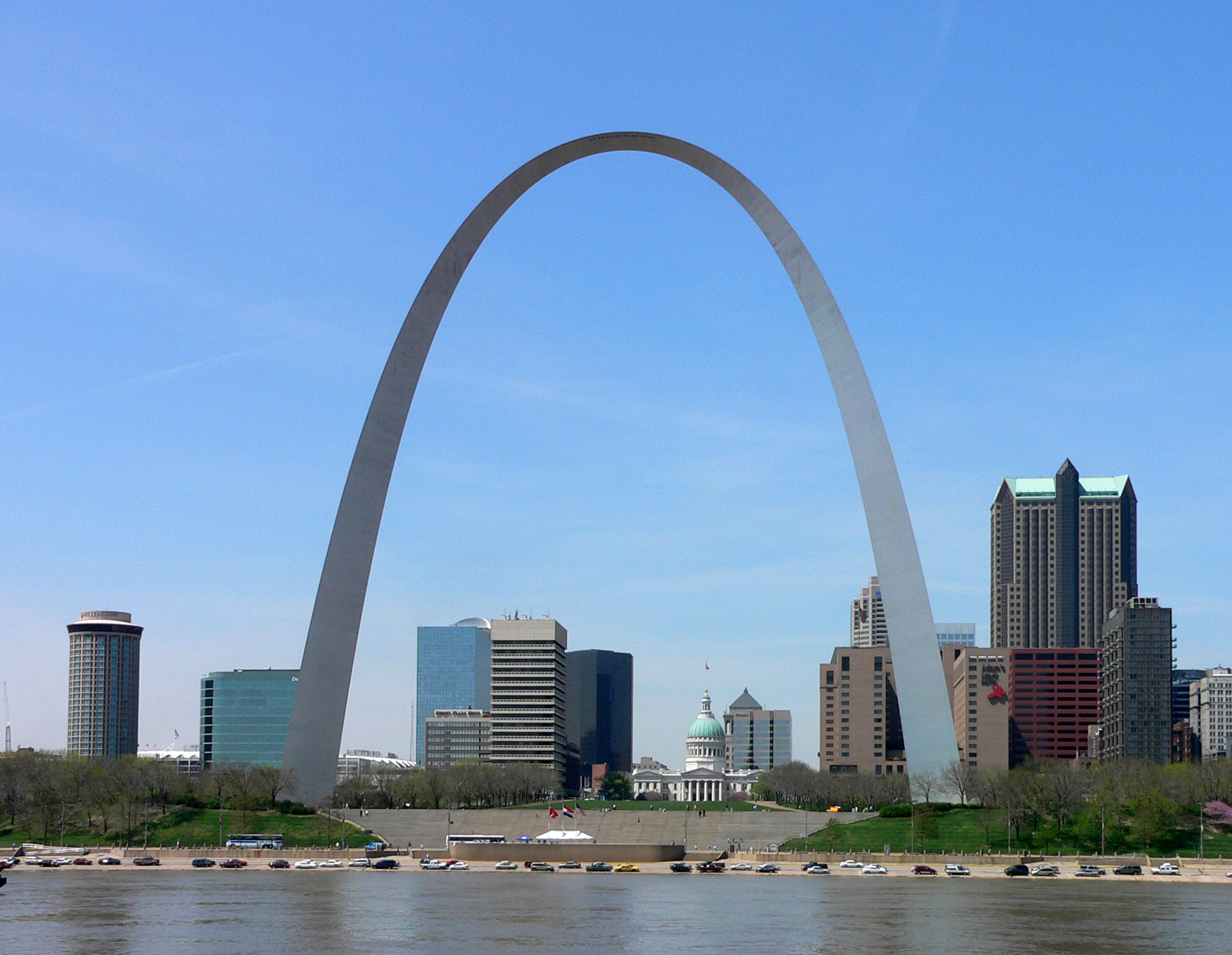
قوس لويس غاتواي

### العمارة
يُستعمل جيب تمام الزائدي في الهندسة وكذلك في العمارة، خاصة في القوس السلسلي والذي تظهر أهميته جليا عند هندسة الجسور المعلقة.
أنطوني غاودي كان واحدا من الأوائل الذين استفادوا من هذه الدالة وذلك من خلال استعمالها على نطاق واسع في الهندسة المعمارية لا سيما مع واحدة من أفضل أعماله والتي تحمل اسم ساغرادا فاميليا. كما أن قوس جيت واي في سانت لويس بني على أساس الدالة العكسية لدالة جيب تمام الزائدي، حيث بلغ ارتفاعه 192 m ونفس العدد في قاعدته. أما نقاط هذا القوس فتُشكل تقريبا المعادلة التالية:
{\displaystyle y=-39\cosh \left({\frac {x}{39}}\right)+231}
بالنسبة لـ –96 <x <96.